# Miguel Cornejo
Miguel Ángel Cornejo Loli (Pariacoto, Ancash, Perú, 18 de enero de 2000) es un futbolista peruano. Juega como centrocampista y su equipo actual es Universidad César Vallejo de la Liga 2 de Perú.
Su sobrina es R. Xiomara 

## Trayectoria

### Alianza Lima
Debutó en el Alianza Lima, club en el que fue formado, en el 2019, más precisamente en el Torneo Apertura, jugando los últimos 5 minutos en el segundo tiempo de la victoria sobre la USMP por 1-0. Siguió disputando partidos como titular en la reserva de Alianza Lima, donde ya ha usado la cinta de capitán y ha marcado varios goles en las últimas temporadas.

### Unión Huaral
Para la recta final del año 2019 fue prestado al equipo huaralino de segunda división donde pudo jugar 4 partidos.

## Estadísticas

### Clubes
Actualizado al último partido disputado el 19 de septiembre de 2023.
| Club                       | Temporada     | Liga  | Liga  | Liga   | Copas nacionales | Copas nacionales | Copas nacionales | Copas internacionales | Copas internacionales | Copas internacionales | Total | Total | Total  |
| Club                       | Temporada     | Part. | Goles | Asist. | Part.            | Goles            | Asist.           | Part.                 | Goles                 | Asist.                | Part. | Goles | Asist. |
| -------------------------- | ------------- | ----- | ----- | ------ | ---------------- | ---------------- | ---------------- | --------------------- | --------------------- | --------------------- | ----- | ----- | ------ |
| Alianza Lima · Perú        | 2019          | 2     | 0     | 0      | —                | —                | —                | —                     | —                     | —                     | 2     | 0     | 0      |
| Alianza Lima · Perú        | Total club    | 2     | 0     | 0      | —                | —                | —                | —                     | —                     | —                     | 2     | 0     | 0      |
| Unión Huaral · Perú        | 2019          | 4     | 0     | 0      | —                | —                | —                | —                     | —                     | —                     | 4     | 0     | 0      |
| Unión Huaral · Perú        | Total club    | 4     | 0     | 0      | —                | —                | —                | —                     | —                     | —                     | 4     | 0     | 0      |
| Alianza Lima · Perú        | 2020          | 20    | 2     | 0      | —                | —                | —                | 2                     | 0                     | 0                     | 22    | 2     | 0      |
| Alianza Lima · Perú        | 2021          | 3     | 0     | 0      | —                | —                | —                | —                     | —                     | —                     | 3     | 0     | 0      |
| Alianza Lima · Perú        | 2022          | 19    | 1     | 0      | —                | —                | —                | 3                     | 0                     | 0                     | 22    | 1     | 0      |
| Alianza Lima · Perú        | Total club    | 42    | 3     | 0      | —                | —                | —                | 5                     | 0                     | 0                     | 47    | 3     | 0      |
| Alianza Atlético · Perú    | 2023          | 21    | 3     | 4      | —                | —                | —                | —                     | —                     | —                     | 21    | 3     | 4      |
| Alianza Atlético · Perú    | Total club    | 21    | 3     | 4      | —                | —                | —                | 0                     | 0                     | 0                     | 21    | 3     | 4      |
| Deportivo Garcilaso · Perú | 2024          | 0     | 0     | 0      | —                | —                | —                | —                     | —                     | —                     | 0     | 0     | 0      |
| Deportivo Garcilaso · Perú | Total club    | 0     | 0     | 0      | —                | —                | —                | 0                     | 0                     | 0                     | 0     | 0     | 0      |
| Total carrera              | Total carrera | 69    | 6     | 4      | 0                | 0                | 0                | 5                     | 0                     | 0                     | 74    | 6     | 4      |

## Palmarés

### Torneos nacionales
| Título                    | Club         | País | Año  |
| ------------------------- | ------------ | ---- | ---- |
| Primera División del Perú | Alianza Lima | Perú | 2021 |
| Primera División del Perú | Alianza Lima | Perú | 2022 |

### Torneos cortos
| Título          | Club         | País | Año  |
| --------------- | ------------ | ---- | ---- |
| Torneo Clausura | Alianza Lima | Perú | 2021 |
| Torneo Clausura | Alianza Lima | Perú | 2022 |